# Khurramobod
Khurramobod (uzbek: Khurramobod, rus: Хуррамобод, també coneguda com a Khurramabad, Hurramabad, Khurmavat) és una població a la regió de Fergana a l'Uzbekistan, depenent de Rishtan, amb una població de 22.580 habitants.
Està a mig camí entre Kokand i Fergana. Rishtan (Rishton) és un conegut i antic centre de ceràmiques, art que hauria començat fa 800 anys.
La població local és de majoria tadjik i parla aquesta llengua.